# Abja
Abja (em estoniano:  Abja vald) é uma antiga cidade estoniana localizada na região de Viljandimaa.
24 de outubro 2017 Karksi, Halliste, Abja e Mõisaküla, se juntou a uma nova citade Mulgi.